# 戦時設計
戦時設計（せんじせっけい）とは、戦争が行われている期間中に「戦争が終わるまでの数年間もてば良い」という思想の下、極端に短い製品ライフサイクルを想定して設計・製造された輸送機械や構造物のこと。「戦時型（形）」とも呼ばれる。
また、大日本帝国陸軍が性能や規格を決定した工業製品の呼称としては、「統制型（形）」(今で言うモジュールに該当)がある。
日本では、鋼材をはじめとした物資が極端に不足した第二次世界大戦中から敗戦直後において見られた。多くは戦災などにより失われたが、被災を免れたものは戦後復興に貢献し、さらに改修を施され延命したものも珍しくはない。
以下、主に第二次世界大戦中の日本で行われた戦時設計について記す。

## 特徴
| 種別 | 種別     | 原設計機  | 1942年度製機 | 戦時設計機 |
| ---- | -------- | --------- | ------------ | ---------- |
| 銅   | 所要量   | 2,400 kg  | 1,080 kg     | 500 kg     |
| 銅   | 節約割合 |           | 55%          | 79%        |
| 鉛   | 所要量   | 1,200 kg  | 380 kg       | 160 kg     |
| 鉛   | 節約割合 |           | 68%          | 87%        |
| 鋼   | 所要量   | 76,000 kg | 67,000 kg    | 64,000 kg  |
| 鋼   | 節約割合 |           | 12%          | 16%        |

戦時期において、使用する物資、工程を最小限に抑え、なおかつ短期間で大量生産するという必要を満たす目的で設計された。この目的のため、耐久性や安全性は犠牲となる。
具体的には、概ね以下のような特徴を有する
- 鉄鋼の節約。

安全性や耐久性の優先順位を下げ、薄い鋼板を採用し、鋼材の使用量を低減する。場合によっては鋳鉄への置き換えも行われる。
- 代用品の利用。

木材、竹製品の多用、コンクリートや布、陶器などの利用により、自国内での生産力の低い金属やゴムなどの使用量を低減する。燃料においては木炭や松根油の利用により石油(ガソリン)の節約を図るなど。
- 一部の保安機器の省略。
- 工数の削減。

作業の迅速性、簡便性を優先する。
- 精度低下の許容。

熟練技師、熟練工が現場から外れた結果として、徴用工や勤労動員による婦女子など、未経験者が作業者の主体となったため。
- 冗長構成

本項目は他の安全性や耐久性の優先順位を下げる、工数の削減とは相反するが、重要度の高い設備においては、一方が損傷を受けた場合でも、もう一方で継続して機能させ続けるため、あえて手間を掛ける場合がある。
- 関門トンネル

上下線とも一方が不通になっても運転を継続することができるよう、単線並列構造を採り、それぞれに両方向の運転に対応する設備が追加されている。

## 戦時設計の影響
戦時設計による強度の低下や工作不良により、事故が発生した例がある。また、事故そのものは戦時設計によるものでなくとも、戦時設計により被害が甚大化した例もある。
戦時設計が事故そのものの原因となった例、或いは事故の被害の甚大化の原因となった例を以下に記す（戦災による被害を除く）
- 1945年3月6日　青森港内にて、戦時標準船である、青函連絡船の第五青函丸が防波堤に接触。薄く粗悪な外板が災いし、浸水、沈没した。死者・行方不明者82名。積車の石炭車39両水没。
- 1945年頃　ボイラー接手を簡略設計した国鉄D52形蒸気機関車は、溶接不良によるボイラー爆発事故が複数回発生する。[注 1]
- 1951年4月24日　横浜市桜木町駅付近で、戦時設計により製造されたモハ63系電車が架線垂下事故により炎上（桜木町事故）。車両における有効な避難方法が無く、死者106名を出す。

## 戦時設計の手法
資材節約、材料の代替、工数削減等がある。通常の設計では機能、性能を実現する手段として設計作業が行われるが、戦時設計ではあらかじめ決められた機能、性能を維持しつつどこまで資材節約、材料の代替、工数削減等出来るかに主眼がおかれ、品質、性能の低下が許容範囲内に収まるように考慮される。通常、産業革命を経験した工業立国では、供給材料や汎用部品の厳密な品質基準を定めた工業規格が制定されているが、資材レベルではこの工業規格の一部または大部分を簡略化する事により使用資材の節減が図られる。
日本では大正時代に日本産業規格(JIS)の前身である日本標準規格(旧JES)が制定されていたが、1939年から1945年に掛けて、規格が要求する品質を下げて物資の有効利用をはかること、および、制定手続を簡素化して規格の制定を促進すること、という狙いで臨時規格または戦時規格とも呼ばれる臨時日本標準規格(臨JES)が制定されていた。
鉄道車両については、戦後の物資不足、技術力の低下と旅客需要の増大の影響を受け、戦後3 - 4年程度の間、戦時設計と同等、あるいは戦時設計にも劣る低品質の車両が製造されているが、そのような車両でも戦後に設計されたものについては、「規格型（形）」、「標準型（形）」と呼ばれこそすれ、「戦時設計」とはいわない。このような設計思想で製造された車両でも、復興が進み、物資供給が安定化した1950年代以降、原設計どおりに各部の更新また改良が進められ、その後も永く使われたものが多い。例として溶接構造による船底型炭水車や菱形台車がある。
銃や大砲をはじめとする兵器は、戦時設計とはいえど極度に品質を低下させれば砲身破裂や脱底（砲尾が吹き飛ぶ事）などにより、自軍兵士を徒に死傷させる事態につながりかねないので、通常は脚や極度に遠距離を照準可能な照尺など、製造に手間のかかる割には余り利用頻度の高くない装備を省略または簡略化したり、木材を大量に消費する銃床やグリップを小型化・省略したり金属製や樹脂製に変更する、金属部の黒染処理(ブルーイング)やパーカライジングなどの表面処理を防錆塗装のみで済ませる、削り出し加工や鍛造で製造していた部品をプレス加工やインベストメント鋳造に切り替えるなどの量産に適した設計変更や製造体制の変更が採られる。
しかし、いよいよ敗色が濃くなり本土決戦などの破滅的な事態が迫ってくると、軍制式兵器であっても本来であれば十分な強度を確保しなければならない薬室や砲身などの部位に至るまで、厚みを薄くしたり鋼を鋳鉄に置き換えるなど極度に使用資材を減少させたり、金属部の防錆処理はおろか焼入れ処理すらも省略するなど製造工程を極度に簡略化したモデル（最末期型や終末型と呼ばれ、米国ではこうしたモデルをlast-ditch Modelとも呼ぶ）が登場してくる。その際の国家体制が無降伏主義をベースとし、国民全てが全滅するまで戦い続ける事を指向していた場合、前述の制式兵器の品質劣化と並行して、国民全てが簡易に武装する為の極端に構造が単純な兵器の設計・製造も行われるようになる。
戦時下の社会では銅や真鍮、ニッケル、アルミニウムなどの金属が兵器へと転用される為、平時から国家が軍用資材の隠れた貯蔵庫として活用しやすい硬貨が回収されて紙幣に切りかえられたり、鉛やスズ、果ては陶器のものに置き換えられたりする。また、日用品でもZIPPOライターやハクキンカイロのような真鍮を多用する製品が軟鉄やステンレスに材質が変更され、戦後になって戦中モデルとしてコレクターの間で珍重される例も少なくない。

## 建築における戦時設計
資材、特に鋼材の節約が建築における戦時設計の主題となった。コンクリート建築において引張力を担保する鋼材に対しての、「竹筋コンクリート」などは、その代表である。
現存するものとしては山口県岩国市の岩国徴古館がある。また鋼材を節約するための木造トラス、特に集成材によるものがつくられた。現在の集成材は接着剤によってつくられるものが多いが、当時の技術では建築の規模に用いることは難しく、金物によって一体化された集成材が多かった。現存するものとしては、東京駅の大屋根がある。

## 戦時設計の例
大日本帝国
日本軍
陸海軍共にあらゆる装備品に致命的な品質低下が露呈し始めるのは概ね昭和19年末以降である。
- 九九式短小銃

1944年末以降に省力化が進んだ。特に海軍が製造したレシーバーすらも鋳鉄とする「（特）」型は粗悪品として悪名高い。
- 九四式拳銃

1944年末以降のものは安全装置や逆鈎の剛性不足で、安全装置を掛けていても引金を強く引くと暴発するものが存在する。
- 国民簡易小銃

いわゆる火縄銃である。
- 四式陶製手榴弾
- ハ40 (エンジン)

海軍のアツタエンジン共にダイムラー・ベンツ DB 601のライセンス生産品であるが、使用資材からニッケルを削減した事により、部品破損が多発し稼働率の低下を招いた。
- 軍刀

昭和18年制式の三式軍刀拵と同時期に製造された工業刀身は、日本刀の美観を一切廃した簡略化が行われている。そのため、今日の刀剣愛好家からは「昭和刀」と酷評される事も多い。一方で、見た目に反して実際は数々の戦訓を元に実戦に必要な強度の強化が施されている。
- 軍服 (大日本帝国陸軍)

昭和18年制式のうち、昭和19年及び20年特例に準ずるもの。国民服を代用としたり、その素材もクワ(繊維)やサメ(皮革)、竹(ヘルメット)や紙(帽子)などの極度の簡略化が行われた。
- 松型駆逐艦
- 第一号型輸送艦
- 丙型海防艦
- 丁型海防艦
- 戦時標準船
- アツタ (エンジン)
- 軍服 (大日本帝国海軍)

昭和18年制式の第3種軍装は元々は海軍陸戦隊の陸戦服が発祥であるが、組織的な艦隊行動がほぼ行えなくなり陸上勤務が主体となった昭和19年末以降は将兵全てが常時着用する物ともされた。
軍事以外
- 臨時補助貨幣

硬貨自体が平時における軍需資源備蓄の効力を有する為、これを市井から回収する目的で中央銀行により発行される。大日本帝国では黄銅、アルミニウム、錫、陶器(未発行)の順に置換え発行が進められた。国によっては全てを紙幣に置き換える場合もある。
- 統制型一〇〇式発動機
- 竹筋コンクリート
戦前より技術開発や施工指針作りが行われていた為、一概に戦時設計の産物とは言い切れない面もある。
- 黒電話

逓信省制式の3号電話機の中に筐体のみを木製としたものが存在した。
- 防衛食容器

金属製の缶詰に対して、陶磁器の容器と蓋を組み合わせた過熱済み密封包装。使用時には蓋の中央部を突いて小穴を開け、密封を解く。缶詰同様使い捨てである。日用品の皿なども「軍用食器」として統一規格と流通が一元化された。弁当箱も陶磁器で製造された。
- ガスコンロ

当時標準的なガスコンロは鋳物製であったが、これを陶製としたものが製作された。当該項を参照。
- 戦時標準船
- 木炭自動車
- トヨタ・KC型トラック

陸軍により戦時型トラックの規格が1943年7月に決定。即製A案にはいすゞTB60型トラック、日産180型トラック、トヨタはKB型トラックがつくられたが、トヨタKC型トラックのもとになったB案は、更に簡素化され、外装類を極力簡素化（木製化や長さ半減、メッキレス）ブレーキは1系統で後輪のみ、前照燈は一個のみなどとなっている。
国鉄（鉄道省→運輸通信省→運輸省）
- 国鉄D51形蒸気機関車[注 2]
- 国鉄D52形蒸気機関車[注 2]
- 国鉄B20形蒸気機関車
- 国鉄EF13形電気機関車
- 国鉄63系電車
- 国鉄ワム50000形貨車
- 国鉄トキ900形貨車
- 船底形炭水車
- 電柱

木製電柱が中心の時代であったが、資材不足のため東海道本線の電化区間ですら電柱に防腐剤を塗る工程が省略された。
- W型戦時標準船（第五青函丸ほか）
- H型戦時標準船（石狩丸 (初代)ほか）

ともに青函連絡船。

### 日本国外
ドイツ国
- Ms型潜水艦
- ドイツ国鉄52形蒸気機関車
- Kar98k

銃床(ストック)に用いる木材の節約の為、戦間期には世界で初めて集成材を用いたラミネートストックが実用化された。第二次世界大戦の最末期には単材が復活し、形状も小型化・単純化された。また開戦後に銃床に付属する部品が削り出しや鍛造からプレスに変更された。
- グロスフスMG42機関銃
- 国民突撃銃
- MP3008

 アメリカ合衆国
- リバティ船
- カサブランカ級航空母艦
- FP-45

リベレーターの名でも知られる。
- M3サブマシンガン
- スプリングフィールドM1903小銃

1942年に様々な戦時省力化が図られた。
 イギリス
- ステン短機関銃

 ソビエト連邦
- PPS-42/43短機関銃